# Huntington (Cheshire)
Huntington is een civil parish in het bestuurlijke gebied Cheshire West and Chester, in het Engelse graafschap Cheshire met 2115 inwoners.